# Cyrenoididae
Famille
Cyrenoididae est une famille de mollusques bivalves.

## Liste des genres
Selon World Register of Marine Species (1 juin 2016), Catalogue of Life (1 juin 2016), ITIS (1 juin 2016) et NCBI (1 juin 2016):
- genre Cyrenoida

## Liste des genres et espèces
Selon World Register of Marine Species (1 juin 2016) et Catalogue of Life (1 juin 2016)  :
- genre Cyrenoida Joannis, 1835
  - Cyrenoida americana Morelet, 1851
  - Cyrenoida dupontia Joannis, 1835
  - Cyrenoida floridana Dall, 1896
  - Cyrenoida insula Morrison, 1946
  - Cyrenoida panamensis Pilsbry & Zetek, 1931
  - Cyrenoida rosea (A. d'Ailly, 1896)

Selon ITIS (1 juin 2016) et NCBI (1 juin 2016) :
- genre Cyrenoida
  - Cyrenoida floridana